# 白鳥 (仙人掌)
白鳥（學名：Mammillaria herrerae）是墨西哥的特有種仙人掌科物種，花色為玫瑰紅色。

## 分佈及棲息地
主要分布在墨西哥克雷塔羅州，棲地為熱帶沙漠，生長海拔約1800米至2050米，現正面臨棲地破壞及非法採摘的威脅。

## 圖庫

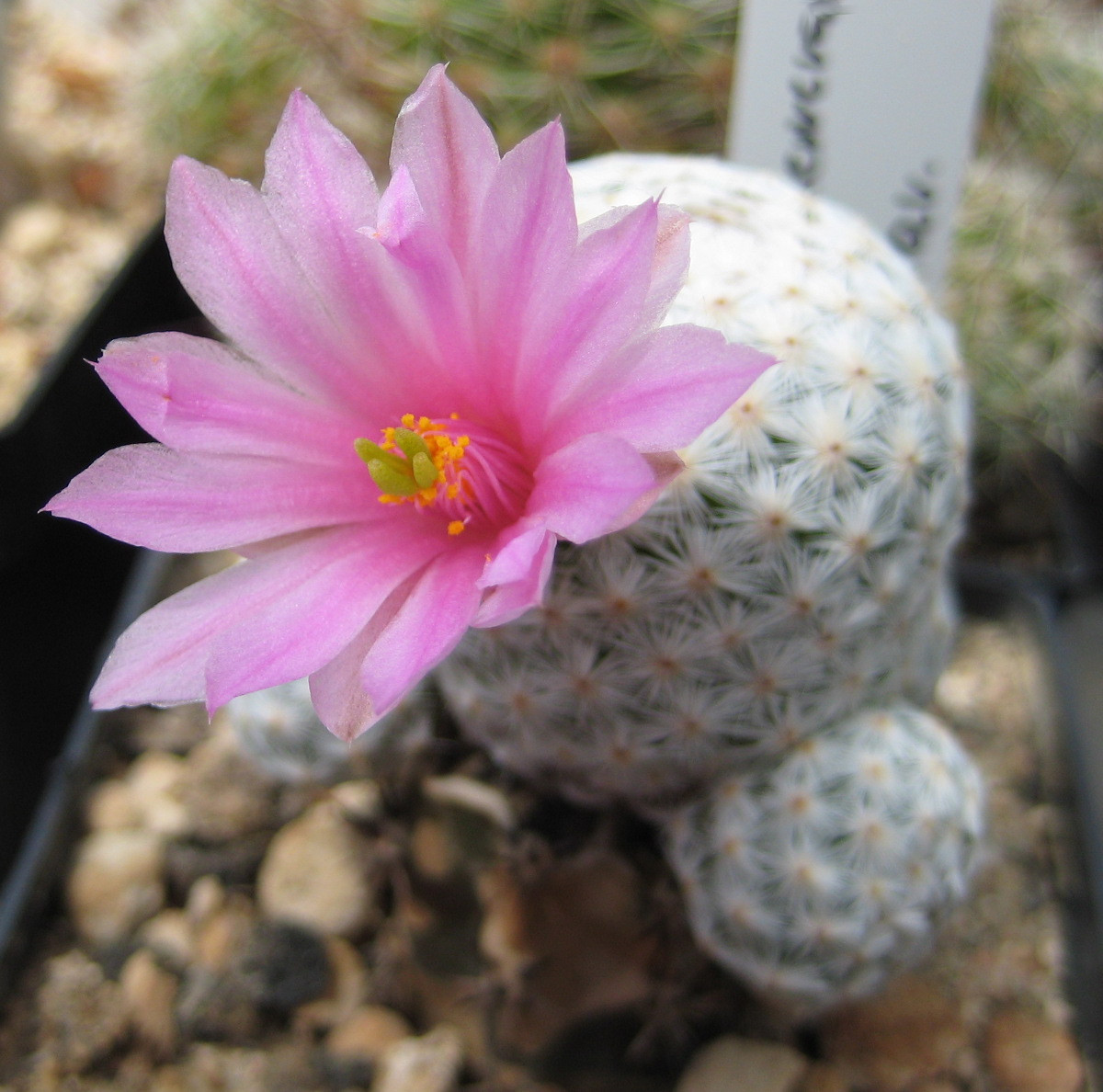
白鳥開出粉紅色花朵
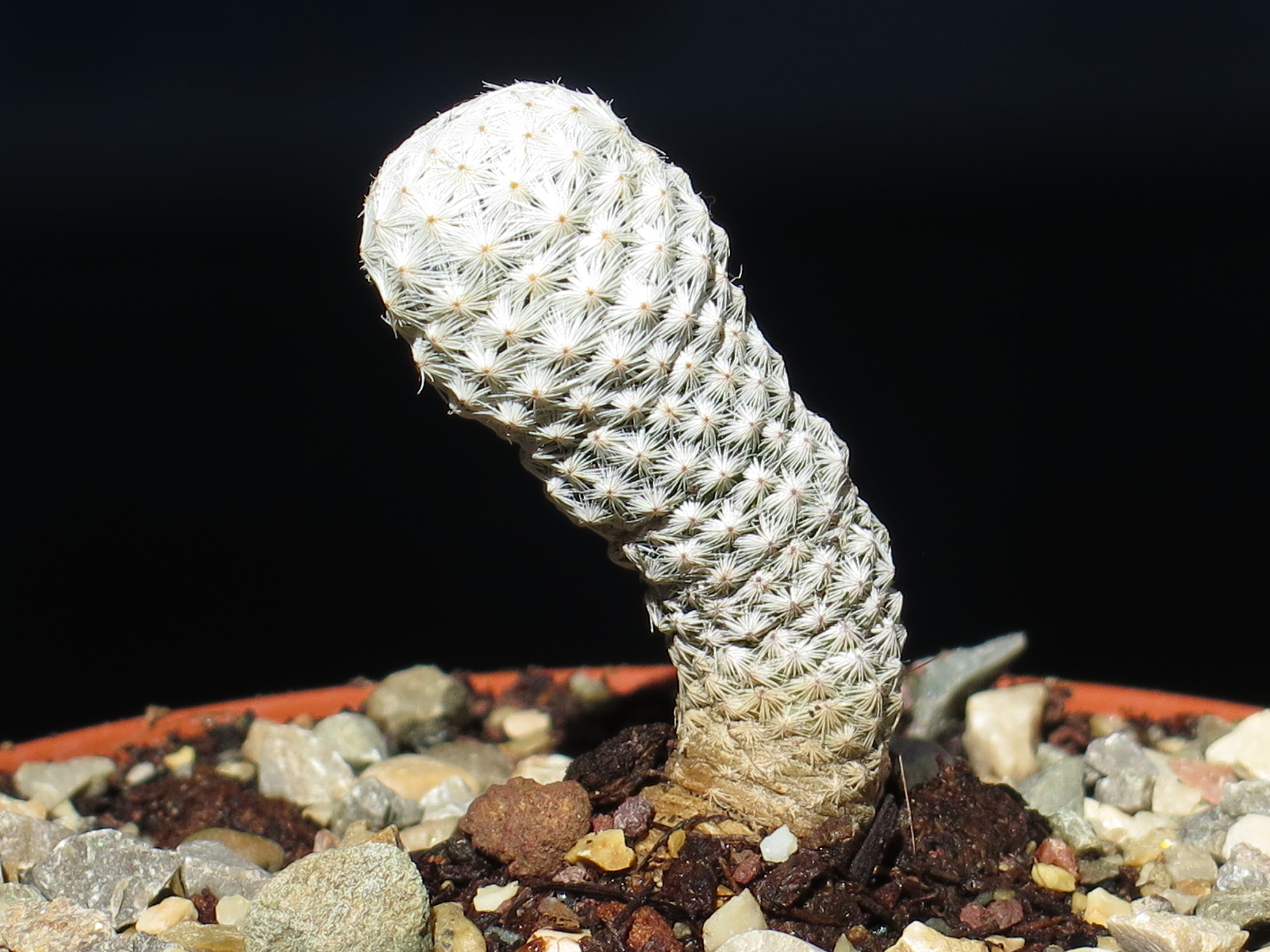
Mammillaria herreae v. albiflora, from San Luis de la Paz, Guanajuato.

## 外部連結
- 維基物種上的相關：白鳥